# I Ain't Movin'
I Ain't Movin' é o segundo álbum de estúdio da cantora britânica de R&B Des'ree, lançado em 5 de julho de 1994. O álbum alcançou a posição nº 13 no UK Albums Chart do Reino Unido e a nº 27 na Billboard 200 dos EUA.

## Faixas
1. "You Gotta Be" (Des'ree, Ashley Ingram) - 4:06
2. "Crazy Maze" (Des'ree, Peter Lord Moreland, V. Jeffrey Smith) - 4:36
3. "Feel So High" (Des'ree, Michael Graves) - 3:53
4. "Little Child" (Des'ree, Ingram) - 3:54
5. "Strong Enough" (Des'ree, Moreland, Smith) - 4:42
6. "Herald the Day" (Des'ree, Jimmy S. Haynes) - 5:18
7. "Trip on Love" (Des'ree, Moreland, Smith) - 4:28
8. "I Ain't Movin'" (Des'ree, Haynes) - 4:22
9. "Living in the City" (Des'ree, Ingram) - 4:31
10. "In My Dreams" (Des'ree, Haynes) - 4:14
11. "Love Is Here" (Des'ree, Ingram) - 4:50
12. "I Ain't Movin'" (Percussion Reprise) (Des'ree, Haynes) - 3:10

## Presença em História de Amor Internacional
Em 1995 a canção "You Gotta Be" foi incluída na trilha sonora internacional da novela "História de Amor" de Manoel Carlos, exibida pela Rede Globo entre 1995 e 1996.